# Энцерсфельд
Энцерсфельд (нем. Enzersfeld) — коммуна (нем. Gemeinde) в Австрии, в федеральной земле Нижняя Австрия. 
Входит в состав округа Корнойбург.  Население составляет 1480 человек (на 31 декабря 2005 года). Занимает площадь 9,84 км². Официальный код  —  31202.

## Политическая ситуация
Бургомистр коммуны — Йозеф Шиль (АНП) по результатам выборов 2010 года.
Совет представителей коммуны (нем. Gemeinderat) состоит из 19 мест.
- АНП занимает 11 мест.
- СДПА занимает 7 мест.
- АПС занимает 1 место.